# Интернационалистическая коммунистическая тенденция
Не путать с Интернациональным коммунистическим течением
Интернационалистическая коммунистическая тенденция (ИКТен, на русском языке часто называют Интернациональной коммунистической тенденцией) — это международная политическая организация, активисты которой идентифицируют себя с итальянской левокоммунистической традицией.
Интернационалистическая коммунистическая тенденция была основана в 1983 году как Интернациональное бюро за революционную партию (ИБРП) в результате совместной инициативы Интернационалистической коммунистической партии (Battaglia Comunista) из Италии и Коммунистической рабочей организации (CWO) из Великобритании . Другими присоединившимися организациями стали Интернационалистическая рабочая группа из США и Канады, Группа интернационалистических социалистов (Gruppe Internationaler SozialistInnen) из Германии и небольшая французская секция.

## Идеология
Для этой инициативы были две основные причины. Первой было придание организационной формы уже существующей тенденции внутри пролетарского политического лагеря. Необходимость этого стала понятна на Международных Конференциях 1977 и 1981 гг., созванных Интернационалистической коммунистической партией (Battaglia Comunista). Объединение шло на основании следующих семи политических позиций, за которые проголосовали ИнтерКП (Battaglia Comunista) и Коммунистическая рабочая организация (CWO) на Третьей Конференции:
- Признание Октябрьской революции пролетарской;
- Признание окончательного разрыва с социал-демократическими идеями, выраженными на Первом и Втором Конгрессах Коммунистического Интернационала;
- Безоговорочный отказ от госкапитализма и самоуправления;
- Отказ от любой политики, направленной на сближение пролетариата с национальной буржуазией;
- Признание существующих социалистических и коммунистических партий буржуазными;
- Ориентация революционных организаций на признание марксистской доктрины и методологии в качестве научной основы пролетарского движения;
- Признание международных собраний в качестве одного из аспектов дискуссионной деятельности между революционными группами для координации их активного политического вмешательства внутри класса, с целью активного содействия процессу возникновения международной пролетарской партии — неотъемлемого органа политического руководства революционного классового движения и пролетарской власти как таковой.

## Практика на международной арене и в бывшем СССР
Второй причиной было фокусирование внимания отдельных организаций, действующих на международной арене на том, что углубляющийся кризис капитализма требует надлежащей и своевременной политической реакции. Первое десятилетие существования Бюро было временем массового оживления классовой борьбы. В противоположность этому, ответ пролетариата на усиливающиеся атаки со стороны капитала имел преимущественно отраслевой характер, даже если и был решительным (как забастовка Британских шахтеров в 1984-85 гг. или продолжающаяся забастовка испанских докеров), и в результате заканчивался поражением. Таким образом, международный капитал получал пространство для маневра, с помощью которого ему удавалось реструктуризироваться за счет средств к существованию миллионов рабочих, увеличению мероприятий по экономии, ухудшению условий труда и продажи рабочей силы.
В этом контексте не является удивительным относительно малое количество новых людей, пришедших в пролетарское движение в восьмидесятые годы. Многие, из тех, которые все же пришли, позже исчезли, подавленные политической изоляцией. Тем не менее, несмотря на неблагоприятную объективную ситуацию и ограниченность собственных сил, организационная деятельность Бюро была консолидированной. Кроме того, стали возможными распределение обязанностей для мировой координации и организация международных встреч и дискуссий с политическими организациями, с которыми ИБРП поддерживала контакт. ИБРП издало несколько международных заявлений на разных языках и распространило их.
Сейчас можно сказать, что Бюро существует как узнаваемая политическая сила внутри пролетарского лагеря. Коротко это может быть определено как: объединение тех, кто стоит за независимость рабочего класса от капитала, кто не имеет никаких иллюзий относительно национализма в любой его форме, кто не видит ничего общего между социализмом, сталинизмом и бывшим СССР; признает в то же время, что Октябрь 1917 года был стартовой точкой, c которой могла развиться мировая революция. Среди организаций, которые подпадают под это определение остаются существенные политические разногласия, немаловажным из которых является спорный вопрос о природе и функциях революционной организации. Позиции ИБРП являются следующими:
1. Пролетарская революция будет международной или она ни к чему не приведет. Международная революция предполагает существование международной партии — конкретного выражения политической позиции наиболее сознательных рабочих, которые объединились для победы революционной программы в интересах рабочего класса. История показывает, что попытки сформировать такую партию во время революции являются слишком недостаточными и запоздалыми.
2. Таким образом, ИБРП ставит своей целью создание мировой коммунистической партии, как только будет выработана политическая программа и готовы международные силы. Однако Бюро существует для партии, но не претендует на то, чтобы быть единственным предварительным ядром. Будущая партия не будет экспансией одной организации.
3. Перед тем, как может быть сформирована революционная партия, все аспекты революционной программы должны быть уточнены при помощи дискуссий и дебатов между потенциальными составными частями партии.
4. Организации, которые потенциально могут сформировать революционную партию, должны уже сейчас вести значимую деятельность внутри рабочего класса на территориях, где они расположены. Провозглашение международной партии (или его инициативного ядра) на основе не более чем пропагандистских групп не будет шагом вперед в развитии революционного движения.
5. Революционная организация должна стремиться стать чем-то большим, чем просто пропагандистской сетью. Несмотря на ограниченные возможности, сегодня задачей пролетарской организации является самоорганизация в революционную силу внутри рабочего класса, чтобы иметь возможность уже сейчас возглавить классовую борьбу как предвестник организованного руководства завтрашних революционных битв.
6. Уроком последней революционной борьбы является нe то, что рабочий класс может бороться без организованного авангарда, и нe то, что партия — это и есть класс (метафизическая абстракция поздних бордигистов). Но то, что это руководство и его организационная форма (партия) является наиболее мощным оружием революционного рабочего класса. Его задачей является борьба за коммунистическую перспективу пролетарской власти (Советов). Партия, однако, остается меньшинством рабочего класса и не является заменой класса в целом. Задача построения социализма является задачей всего рабочего класса. Это задача, которая не может быть никому делегирована, даже сознательному авангарду.

В 2009 году ИБРП переименовано в Интернационалистическую коммунистическую тенденцию.

## Спор о Группе коммунистов максималистов
В 2013 году произошло недоразумение, когда ИКТ опубликовала платформу российско-украинской Группы коммунистов максималистов (ГКМ) на своем веб-сайте. При этом версия на английском языке несколько частично отличалась от оригинала на русском. Это вызвало критику со стороны нескольких левых из России. После реализации националистической и гомофобной политики ГКМ, ИКТ удалили платформу этой организации со своего веб-сайта и опубликовали новый текст, в котором они резко критиковали и не одобряли недавно обнаруженные правые взгляды ГКМ.